# Бекалка
Бека́лка (каз. Бекалқа) — село у складі Катон-Карагайського району Східноказахстанської області Казахстану. Входить до складу Аксуського сільського округу.
Населення — 20 осіб (2021; 103 у 2009, 328 у 1999, 285 у 1989).
Національний склад станом на 1989 рік:
- казахи — 71 %
- росіяни — 27 %

До 2009 року село називалось Фикалка.